# Torre do Templo

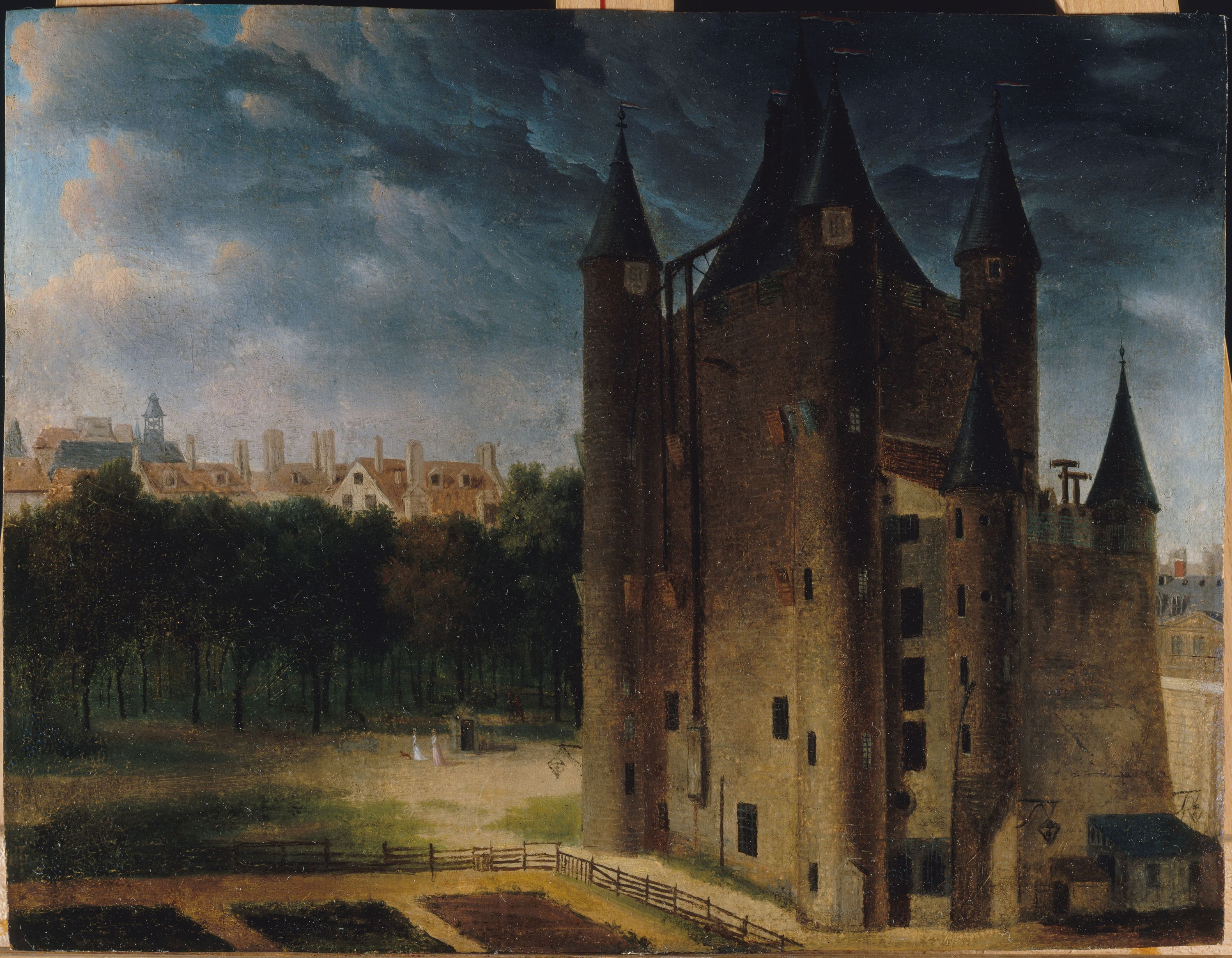
Vista da Grande Torre por volta de 1795.

A Torre do Templo (Francês: Tour du Temple) foi uma antiga fortaleza medieval situada no 3º arrondissement de Paris, França, demolida em 1808.
Construída pela Ordem dos Templários a partir de 1240, foi convertida em uma prisão durante o reinado do rei Luís IX. Ela deve sua celebridade ao fato de ter servido de cárcere à Luís XVI da França e à família real da França, entre 1792 e 1793, durante a Revolução Francesa. 

## História
Ela foi construída ao mesmo tempo que a imponente fortaleza dos Templários, na Idade Média.

## Durante a Revolução

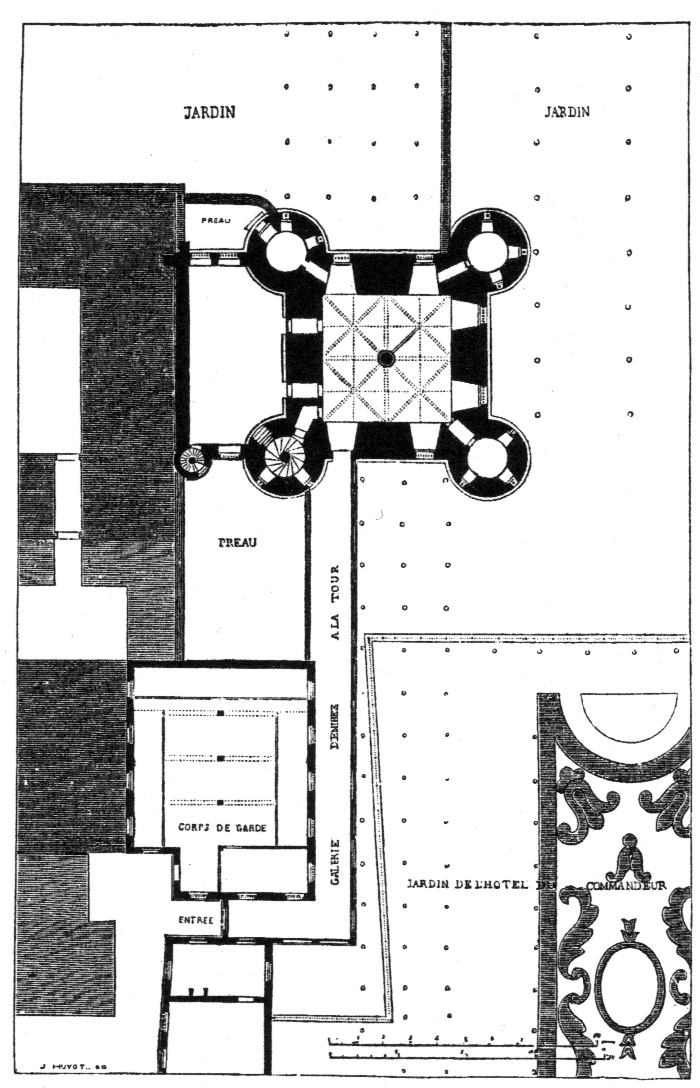
Plano do andar térreo da Torre Larga do Templo, em 1793.

### A Torre do Templo

#### A Grande Torre
Esta torre erguia-se em uma das extremidades do antigo terreno (na altura da prefeitura atual). A torre era uma robusta construção feudal, com cerca de 50 metros de altura, sendo a espessura de seu muros de aproximadamente 4 metros. Possuía quatro andares, cujos arcos, em ogiva, recaíam sobre um pilar central. Era flaqueada por quatro torreões robustos. A Grande Torre estava inutilizada há séculos quando o empreiteiro Pierre-François Palloy foi encarregado de sua reforma. Ele dividiu cada andar em diversas peças com divisórias e tetos falsos dissimulando a abóboda muito alta. As divisórias foram recobertas com papéis pintados. Sobre a fachada da Grande Torre foi anexada, em uma data posterior, a Pequena Torre.

#### A Pequena Torre
Anexada à fachada da Grande Torre, a Pequena Torre, cuja construção estreita era flanqueada por dois torreões, não se comunicava com a Grande Torre ; este detalhe tem sua importância. Ela comportava um andar térreo e quatro andares. Foi nesta torre pequena que foi aprisionada a Família Real francesa, do dia 13 de Agosto até o dia 26 de Setembro de 1792 para o Rei Luís XVI, e até o dia 26 de Outubro de 1792 para sua família. Foi providenciado para que a Grande Torre se tornasse habitável para a Família Real e todos foram transferidos para lá.

#### Atribuição dos andares da Pequena Torre
- O primeiro andar foi designado para as três camareiras : Madames Bazire, Navarre, Thibaud.
- O segundo andar foi designado para a Rainha Maria Antonieta e sua filha Maria Teresa. Elas dormiam no antigo quarto de Barthélémy (arquivista da Ordem de Malta) que havia sido expulso de seus aposentos por agentes da Comuna de Paris. No mesmo andar dormia a Princesa de Lamballe, no vestíbulo, sobre uma cama de barrigueira. delfim e Louise-Elisabeth de Croÿ de Tourzel, sua governanta, dividiam o mesmo quarto. Havia ainda um gabinete de toalete e um guarda-roupa.
- O terceiro andar foi atribuído ao Rei. Luís XVI dormia sozinho em uma cama com dossel. Madame Élizabeth dividia seu quarto com a jovem Pauline de Croy d’Havré, filha da duquesa de Tourzel. Os valetes François Hue e Chamilly dormiam em um gabinete bastante estreito, dando para o vestíbulo. Este andar também era dotado de um gabinete de toalete e de um guarda-roupa. Além disso, o Rei dispunha de um gabinete de leitura improvisado num dos torreões.

#### Atribuição dos andares da Grande Torre

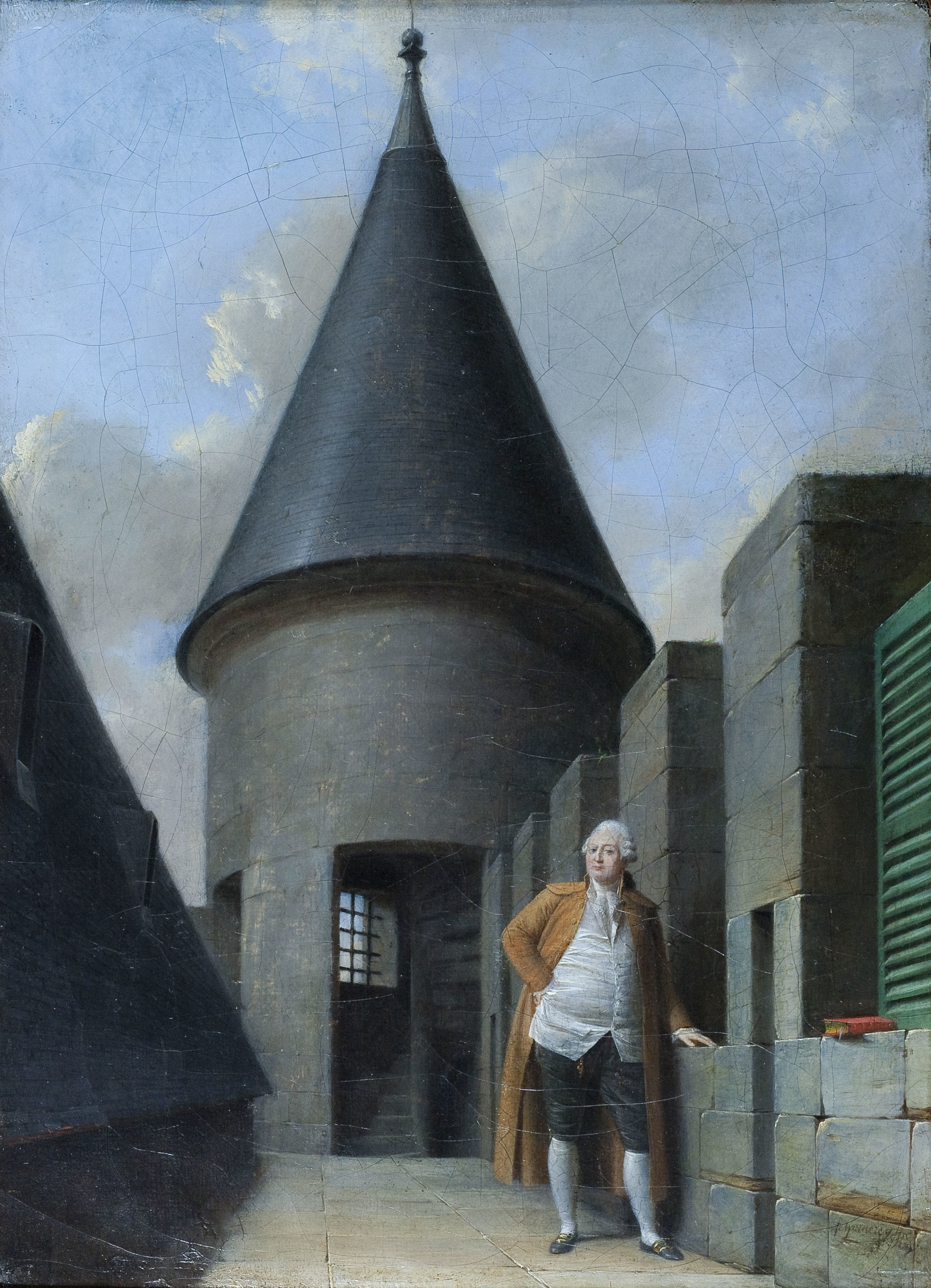
Luís XVI na Torre do Templo, por Jean-François Garneray.

A Comuna de Paris faz da Torre do Templo a prisão da Família Real de quem havia garantido a guarda, após a Jornada de 10 de Agosto de 1792.
Em 26 de Setembro de 1792, Luís XVI é transferido para a Grande Torre do Templo, seguido, em 26 de Outubro do mesmo ano, por Maria Antonieta e seus filhos.
O andar térreo não foi modificado. O conselho de vigilância do Templo instala-se aí, em 8 de Dezembro de 1792. Esta vasta  peça com cerca de 60 metros estava mobiliada com quatro camas destinadas aos comissários, uma escrivaninha, uma secretária destinada a Jean-Baptiste Cléry, e armários, sendo um para os registros. Era nesta sala que os munícipes faziam suas refeições em companhia dos oficiais da Guarda Nacional Francesa a serviço no Templo. 
Primeiro Andar
Abrigava o corpo da guarda, uns quarenta homens que dormiam sobre camas de campanha. Como o andar térreo, esta sala permaneceu sem mudanças. Um sistema de sinos interligava o corpo da guarda com a sala do conselho e os apartamentos da Família Real. Uma mesma escada-caracol servia todos os andares.
Segundo Andar
Era dedicado ao Rei Luís XVI. Um corredor em curva, barrado por duas portas, uma em ferro e a segunda em carvalho, dava acesso à escada. Ele compreendia quatro aposentos. Cada um era iluminado por uma janela com grades e em parte obstruída por um quebra-luz em forma de exaustor. No vestíbulo foi afixada a Declaração dos Direitos do Homem e do Cidadão, enquadrada em tricolor. Este vestíbulo era em pedras cinzeladas e mobiliado com quatro cadeiras, uma mesa para escrita e uma para gamão. Uma divisória envidraçada o separava da sala de jantar. O quarto do rei era atapetado em amarelo vivo e comunicava-se com o vestíbulo por uma porta dupla. A porta era deixada aberta durante todo o dia para facilitar a vigilância. Esta peça era dotada de uma lareira fazendo face à porta, encimada por um espelho. A cama do rei estava colocada contra a divisória. Em prolongamento à cama real, estava a cama destinada ao delfim, futuro Luís XVII. Os móveis do andar do rei provinham do Palácio do Grande Prior de Malta. Um torreão servia de oratório. Ao lado do quarto do rei ficava o quarto de Jean-Baptiste Cléry. Outro torreão revia de guarda-roupa e outro de fogueira.
Terceiro Andar

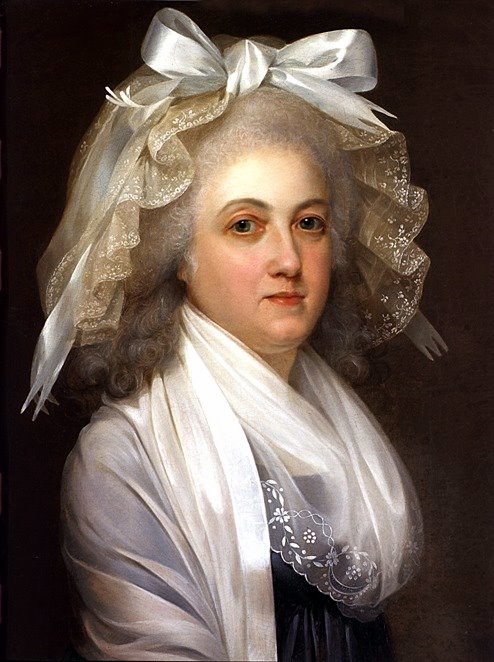
Maria Antonieta retratada enquanto na Torre do Templo, atribuído à Kucharski.

Este andar estava reservado para a rainha, sua filha e Madame Élisabeth, irmã do rei. O apartamento tinha a mesma superfície do apartamento do rei mas não sua réplica exata. Um vestíbulo idêntico precedia o quarto da rainha, situado acima do quarto do rei. O quarto também possuía uma porta dupla e estava mobiliado com uma mesa, uma cama de descanso e cadeiras. O quarto da rainha era atapetado com arranjos florais de cor verde sobre fundo azul, tinha uma porta de dois batentes e lareira. Haviam colocado a cama de Maria Teresa de França num canto ; era praticamente um berço. Havia ainda um canapé, uma comoda, um biombo e dois criados-mudos. Um torreão servia de gabinete. O quarto sombrio de Madame Élisabeth estava situado sob o quarto de Cléry etinha lareira, uma cama de ferro, uma comoda, uma mesa, duas cadeiras e duas poltronas. No mesmo andar os Tison dormiam logo acima da sala de jantar do rei.
Quarto Andar
Permaneceu desocupado e servia como sotão. Entre as aberturas e as abas do alto telhado de ardósia corria uma galeria ou antes um caminho de ronda. No início de seu aprisionamento, a família real podia passear aí ; para isso, o Conselho do Templo fez guarnecer os espaços entre as aberturas com pranchas que impediam os prisioneiros de serem vistos.
Estes dados precisos foram retirados dos invetários feitos em 25 de Outubro de 1792 e 19 de Janeiro de 1793.
Os comissários designados a cada noite possuiam cada qual seu quarto e de uma sala de reuniões.
Na construção onde se abria a grande porta do terreno e que margeava a Rua do Templo, ficavam os aposentos dos zeladores, a administração e as cozinhas. A tropa estabeleceu seu quartel dentro do palácio do grande prior. Esta guarda era designada por turnos dentro das 8 divisões que compunham a Guarda Nacional de Paris.

## Descrição do exterior

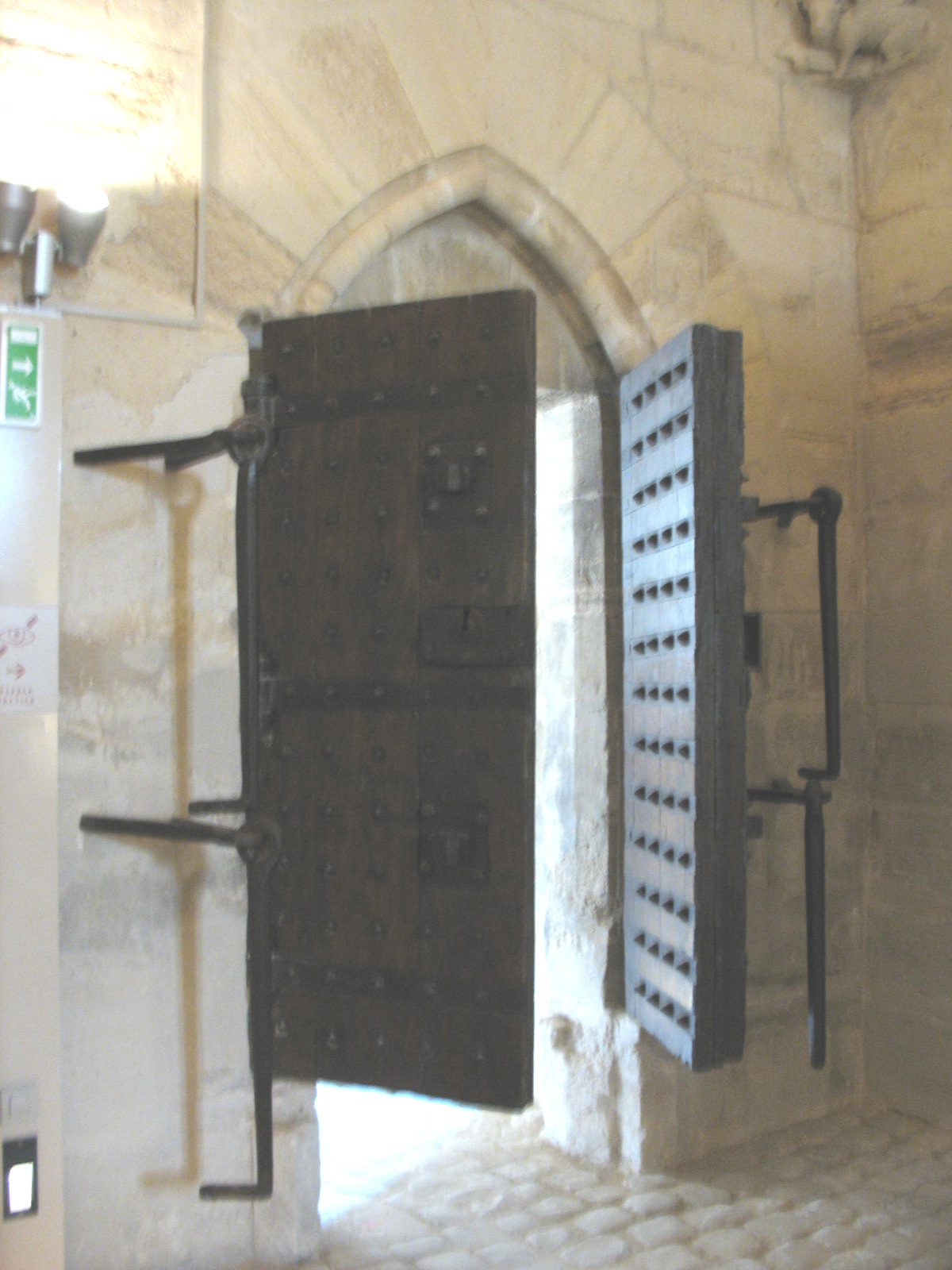
Portas da Grande Torre conservadas no Castelo de Vincennes.

Era necessário passar pelo palácio do grande prior para se chegar ao muro da Torre do Templo. Este muro era cortado por uma porta-cocheira, reforçada com barras de ferro, munida de grosso ferrolhos e guardada por duas guaritas e por uma porta para pedestres. Estas duas portas eram vigiadas pelos porteiros Pierre Louis Manuel e Richard. Penetrava-se a seguir no jardim. Então, aparecia, entre as folhagens das árvores, a alta e sombria massa da Torre do Templo, flanqueada por seus quatro torreões de telhados pontudos, cortados por estreitas janelas. Exaustores obstruíam as aberturas em dois andares. Os canos dos aquecedores corriam pelas muralhas, aumentando seu aspecto assustador. 

## Saída dos membros da Família Real da Torre do Templo
- Em 21 de Janeiro de 1793, o Rei Luís XVI deixa a Torre do Templo, indo diretamente para o cadafalso instalado na Praça da Revolução.
- Em 1 de Agosto de 1793, Maria Antonieta é transferida para a Conciergerie.
- Em 10 de Maio de 1794, após 21 meses de estadia na Torre do Templo, Madame Élisabeth sobe por sua vez ao cadafalso.
- Em 8 de Junho de 1795, o pequeno Rei Luís XVII morre na Torre do Templo.
- Em 17 de Dezembro de 1795, Maria Teresa de França (após três anos e quatro meses de estada na Torre do Templo) é trocada por quatro comissários entregues ao inimigo por Charles François Dumouriez.

## Demolição

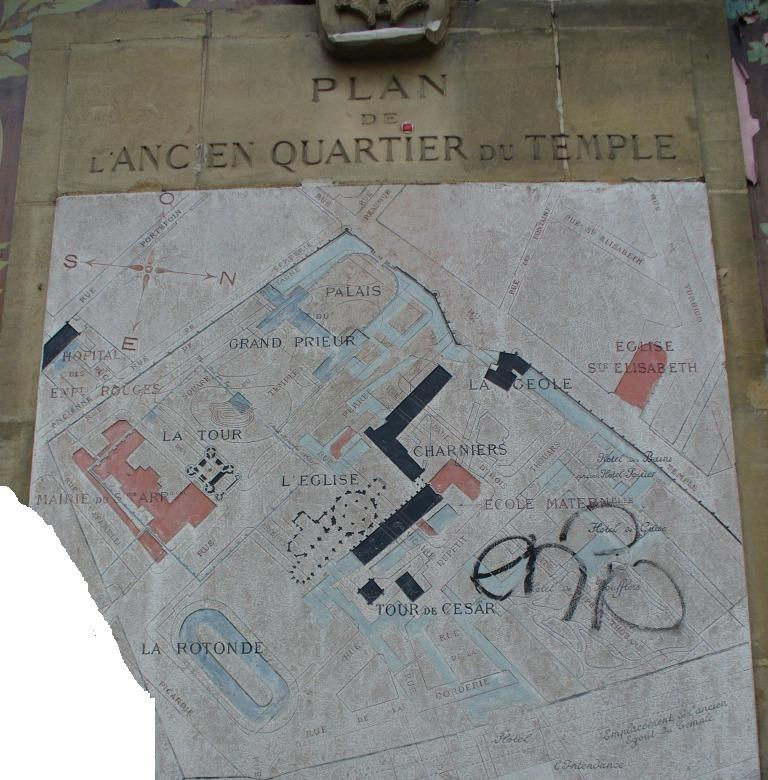
Plano antigo do Quartier do Templo

Para os monarquistas, o Templo encarnava o local de suplício da monarquia e havia se tornado local de peregrinação. Para frear sua glorificação, Napoleão Bonaparte decide entregar a Torre do templo aos demolidores em 1808. A demolição dura dois anos. O ângulo norte da prefeitura do 3º arrondissement e as grades da Praça do Templo (em francês, Square du Temple) foram erguidos no local da Torre.
No lugar do palácio do grande prior foi colocado o quadrado do Templo no século XIX. Nada mais resta de este grande local da mitologia revolucionária francesa senão uma produção considerável de imagens que mantém o caráter trágico do lugar.
Uma placa foi colocada no ângulo da Rua Dupetit-Thouars e da Rua Gabriel-Vicaire, onde estão desenhados os planos do antigo palácio e das ruas atuais, com a prefeitura em vermelho. 